# Берествиця
Берествиця, Берестовиця — річка в Україні, у Менському районі Чернігівської області. Права притока Десни (басейн Дніпра).

## Опис
Довжина річки 9,4 км., похил річки — 0,37 м/км. Площа басейну 109 км².

## Розташування
Бере початок на південному сході від Слобідки в урочищі Червона Гора. Тече переважно на південний захід і на сході від Макошиного впадає у річку Десну, ліву притоку Дніпра.